# Мафія (гра)
«Ма́фія» — це інтелектуально-психологічна покрокова рольова гра для великої компанії у детективному жанрі, яка моделює боротьбу організованої меншості проти неорганізованої більшості.
За сюжетом, мешканці міста, знесилені від розгулу мафії, вирішують посадити до в'язниці всіх злочинців без винятку; у відповідь мафія починає війну проти мирних жителів. На початку гри учасники випадково діляться на команди «мирних» і «мафії». Вдень вони всі обговорюють, хто може бути мафією, та вилучають підозрілих гравців, а вночі мафія «вбиває» когось з мирних. Гра закінчується перемогою міста, якщо вилучено всіх мафіозі, або перемогою мафії, якщо їх залишилося не менше, ніж мирних.
Гра була створена в середині 1980-х років молодим радянським викладачем психології Дмитром Давидовим і стала популярною серед студентів, швидко поширившись у Радянському Союзі та за його межами. Англійськомовна версія гри отримала назву «Werewolf» (укр. Вовкулака). У багатьох містах пострадянського простору почали з'являтися клуби для гри в «Мафію», де сформувалася стійка спільнота гравців. З розвитком Інтернету в «Мафію» почали грати електронною поштою, в текстових чатах і зрештою за допомогою відеокамери.
У 2010-ті роки зі звичайного дозвілля «Мафія» перетворилась на спортивну дисципліну. Завдяки уніфікованим правилам та регламентованій системі змагань, щороку проводяться сотні турнірів зі спортивної мафії, переможці найпрестижніших з яких отримують визнання в маф-спільноті по всьому світові.

## Історія

### Створення гри

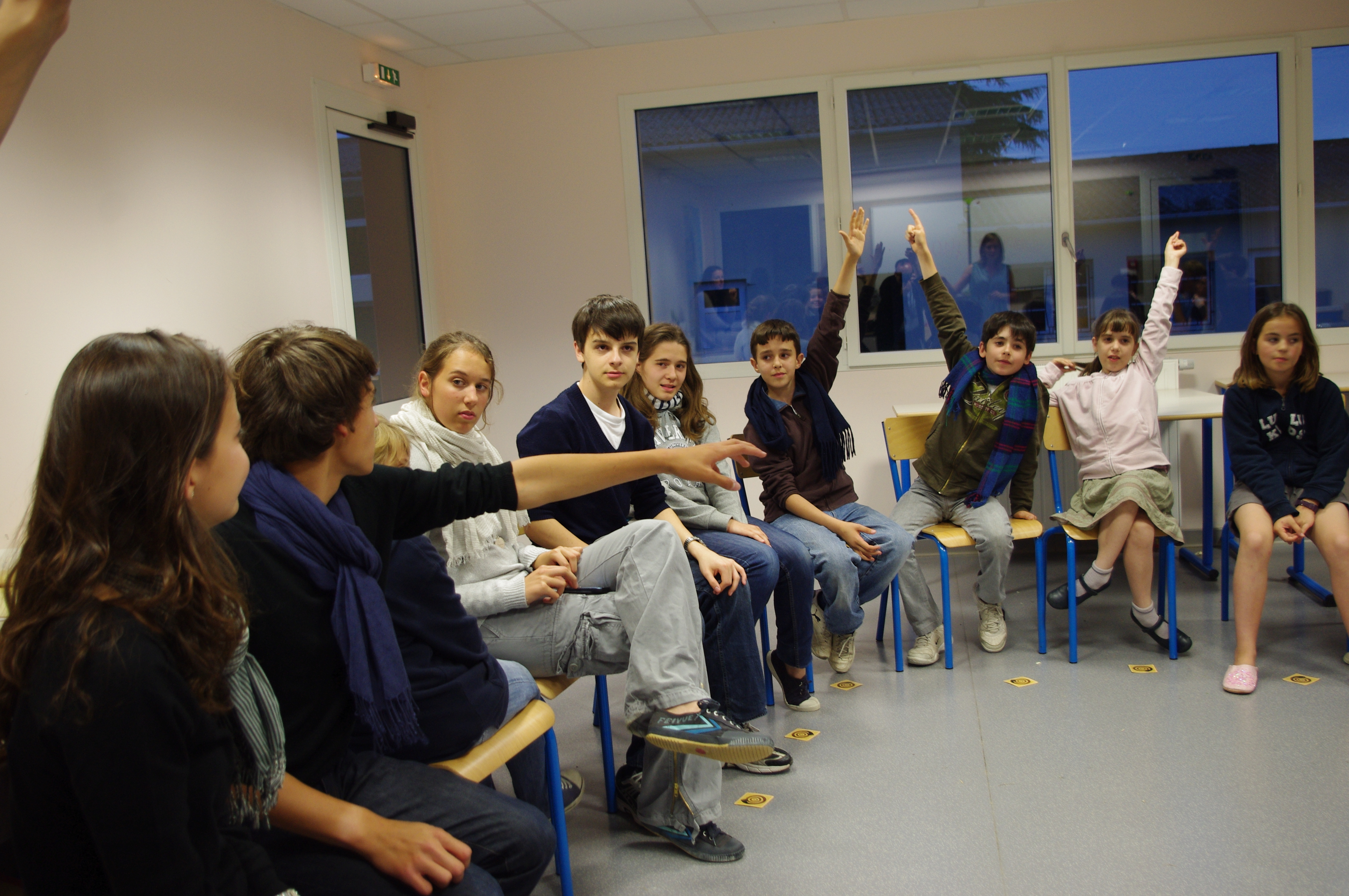
Діти грають у «Мафію»

Гру «Мафія» придумав у 1986 році студент факультету психології МДУ Дмитро Давидов. Одночасно із власним навчанням, дев'ятнадцятирічний уродженець Каменська-Уральського викладав курс психології для старшокласників. Давидов намагався зробити лекції цікавішими для юнаків, тому вигадував для учнів практичні завдання. Одного разу він попросив двох підопічних в коридорі домовитись про таємну тему, яку вони мали б обговорювати з рештою класу, а потім на лекції під час загальної дискусії всі разом мали вгадати цю тему. Саме тоді Давидов зрозумів, що найбільша загадка для класу — не тільки тема, а й те, хто саме про неї домовився. Саме ця ідея — боротьба організованої меншості, яка знає один про одного, проти неорганізованої більшості — лягла в основу гри «Мафія».
Давидов визнавав, що надихався ідеями вченого Льва Виготського, засновника радянської школи психології 1920-х років. Також гра в чомусь була схожа із Тестом Тюрінга, метою якого є ввести людину в оману, ніби то розмова ведеться з іншою людиною, а не з комп'ютером. Окрім цього, Давидов намагався проілюструвати на практиці помилки першого і другого роду, навчивши гравців визнавати власні похибки.
Першими гравцями у «Мафію» були учні Давидова. Слідом за ними в цю гру почали грати в найбільшому в Москві гуртожитку МДУ, і кількість шанувальників гри почала невпинно зростати. Розповсюдженню «Мафії» сприяла її простота та відсутність додаткового приладдя: у «Мафію» міг грати будь-хто та будь-де, маючи лише колоду карт. Подальше поширення гри відбувалось вже незалежно від Давидова, в гуртожитках, на інших факультетах, в літніх таборах. Після того, як в 1989—1990 роках Давидов викладав психологію у студентів з-за кордону, переважно з країн соціалістичного табору, «Мафія» стала відомою і за межами СРСР. Так, наприклад, вже в 1989 році «Мафію» грали в дитячому таборі в Пенсильванії. Сам Давидов 1991 року емігрував у США і там зустрів гравців, які дізнались про «Мафію» не від нього.

### Поширення гри

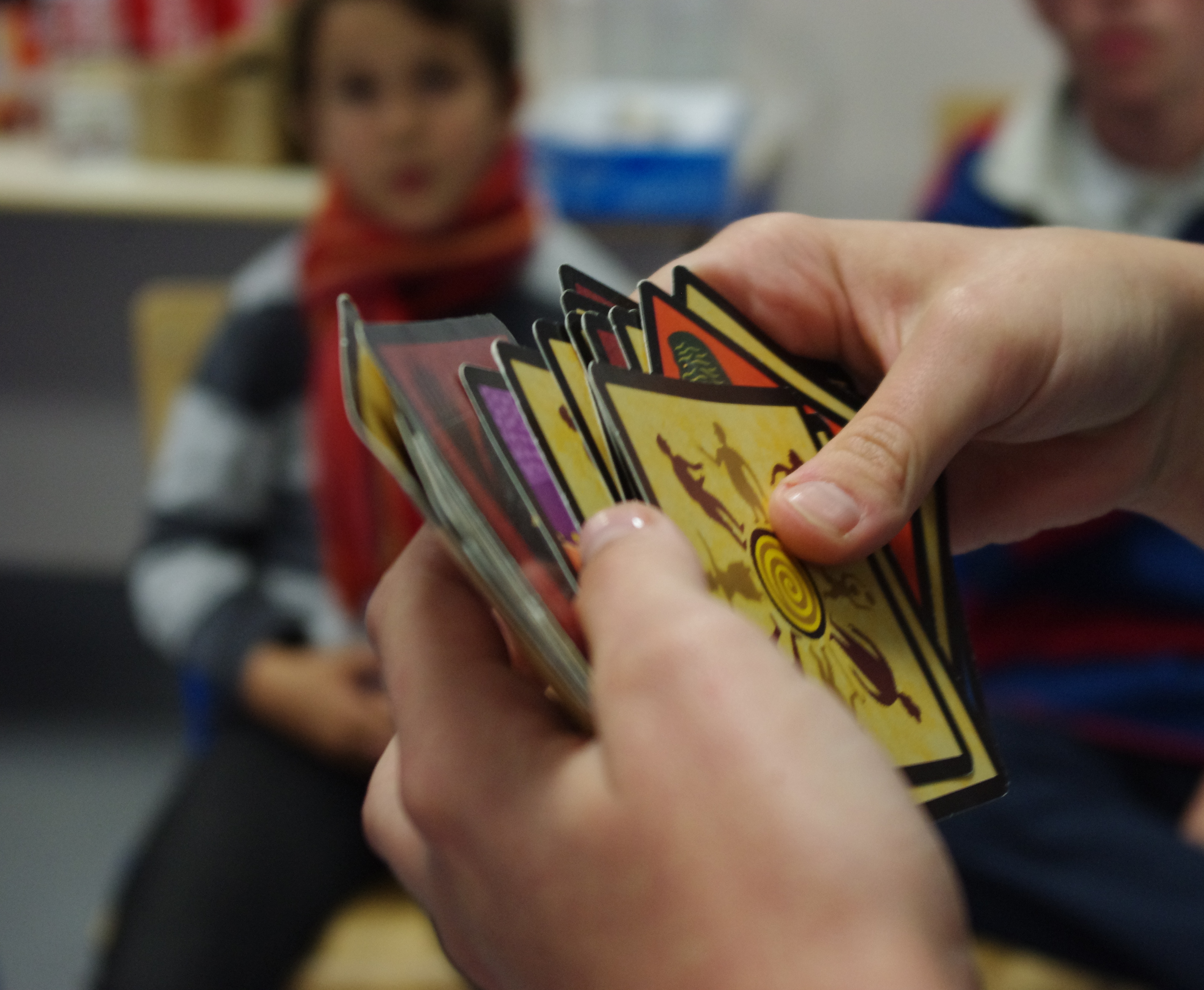
Карти для французької версії гри «Les Loups-garous»

Протягом 90-х років гра поширювалась світом. Почали виникати окремі версії, які відрізнялись назвою та сетингом. Деякі варіанти поєднували правила «Мафії» та схожих ігор, таких як «Мисливець», «Вбивство підморгуванням» та інших. Норвезькі студенти грали у модифікацію «Мафії» під назвою «Kasar Khatani», як походила від імені героя телесеріалу «Спрут» комісара Катані. В США на основі «Мафії» було створено гру «Werewolf» (укр. Вовкулака) — також відомі назви «Are You a Werewolf?» (укр. Чи ти вовкулака?) або «The Werewolves of Miller's Hollow» (укр. Вовкулаки з Долини Міллера), — події якої відбувались не в мафіозному місті, а в селищі, де вурдалаки «вбивали» селян. У Франції героями гри стали перевертні, а гра отримала назву «Les Loups-garous de Thiercelieux» (укр. Перевертні Терсельє).
Правила «Мафії» також поступово змінювались. Суттєвим ускладненням гри стала заборона для мафії домовлятись кожну ніч; тепер вони могли бачити один одного лише одного разу на початку гри, і мали за обмежений час придумати план на гру. Почали з'являтись нові ролі, які робили гру цікавішою. Найпоширенішими були роль «комісара» або «шерифа», який вночі міг перевірити будь-якого гравця та дізнатись, чи той є мафією, та «дона», члена мафії, який своєю чергою міг перевіряти, чи є мирний житель комісаром. Окрім цього в різних версіях гри існувала безліч додаткових ролей зі своїми функціями, таких як «повія», «грабіжник», «лікар», «сержант» тощо.

### Подальший розвиток

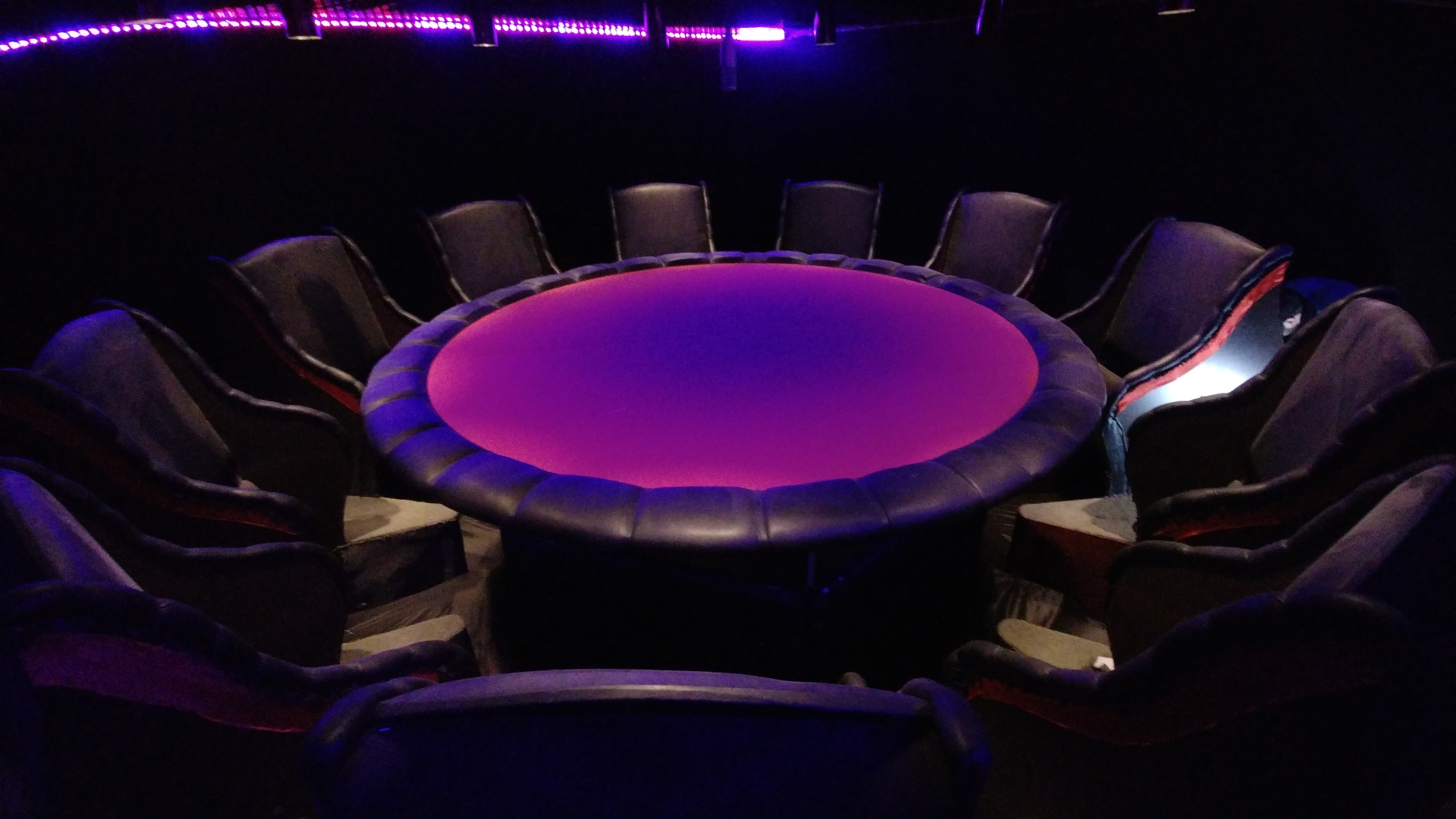
Студія для гри в «Мафію», в якій стільці під «вбитими» гравцями провалюються під підлогу

В кінці 1990-х років у великих містах Росії, України та інших країн з'явились перші спеціалізовані салони для гри в «Мафію». Згодом так звані «маф-клуби» почали виникати не тільки в містах колишнього СРСР (Київ, Москва, Одеса, Єреван, Баку та інші), але й за кордоном, в США, Угорщині, Іспанії, Німеччині, Франції, Румунії, Норвегії та навіть в Китаї. Засновники клубів забезпечували приміщення та столи для гри, необхідні аксесуари, як то пов'язки на очі або набори карт, та послуги ведучого. Членство в найповажніших клубах могло надаватись лише за рекомендаціями інших гравців. Спільнота ставала дружнішою, а правила — регламентованішими. На додаток до звичайних ігор, які могли проходити декілька разів на тиждень, почали проводитись «рейтингові» ігри, за перемогу в яких нараховувались залікові очки.
Окрім звичайних клубів з власними чи орендованими приміщеннями, в «Мафію» почали грати онлайн. 1999 року створено ігровий сервер kozanostra.ru, де в «Мафію» грали за допомогою електронної пошти. На початку 2000-х років форумні версії «Мафії» почали з'являтись на сайтах відомих діячів рунету. Слідом за ними мафія-проєкти виникали в блогах та віртуальних спільнотах (LiveJournal, ВКонтакті). Гра поширювалась у текстових чатах IRC, також створили окремий мафія-чат-проєкт на одній з найбільших платформ рунету krovatka.ru. Разом з цим, в інтернеті стали з'являтись онлайн-книги з мафії, наприклад, «Записки гравця» Рубена Єсаяна, датовані 2002 роком.
У 2000 роки було декілька спроб перенести «Мафію» на телебачення. На російських та українських телеканалах йшли телешоу за мотивами гри («Проти мафії», «Мафія на Муз-ТВ»), проте жодному з них не вдалось закріпитись в ефірі через недостатню цікавість для пересічного глядача. З «гри для всіх» «Мафія» трансформувалась у справжнє творче змагання для інтелектуальних еліт. Зокрема в «Мафію» грали в угорському відділенні організації «Mensa», що об'єднує людей із високим коефіцієнтом інтелекту. Для гравців у клубах «Мафія» ставала не лише звичним дозвіллям, але й способом знайомства з людьми. Гра стала популярною в великих російських корпораціях, де вважалась як способом дозвілля, так і цікавою діловою грою, різновидом тренінгів з перемовин.

### «Мафія» як вид спорту
На початку 2010-х років «мафіозний» рух призвів до створення розгалуженої системи клубів. Засновано Федерацію Інтелектуальної Гри Мафія (ФІГМ), яка ставила за мету об'єднати клуби, що грають за «класичними» правилами, та проводити спільні чемпіонати. Система проведення чемпіонатів отримала назву «Світовий тур по грі в Мафію» (Mafia World Tour або MWT). Протягом сезону гравці накопичували залікові бали в змаганнях, що проходили в різних містах світу. Десятка кращих брала участь в вирішальному турнірі року, так званому Магістрейті, де розігрувалось звання «Магістра гри в Мафію». Найсильніші гравці в «Мафію», що брали участь в турнірах по всьому світові, ставали відомими за межами свого рідного маф-клубу, найчастіше — не за справжніми іменами, а за ігровими псевдонімами. У мафіозних «зірок» почали з'являтись учні та послідовники. Найсильніші гравці ділилися своїм досвідом за допомогою майстер-класів, записи яких поширювалися світом.
Під час коронавірусної хвороби 2019 багато звичайних клубних зустрічей та змагань скасували. Це призвело до поширення інтересу до онлайн-мафії. Багато відомих гравців зосередилися на грі на онлайн-платформах, як то, наприклад, Inetmafia та Playmafia (пізніше — Polemica). Трансляції ігор з прихованими ролями стали все частіше з'являтись на стрімінговій платформі Twitch; зокрема, під час пандемії в них почали брати участь відомі кіберспортсмени та ведучі. 2020 року став проходити щорічний турнір по онлайн-мафії Mafprofi, призовий фонд якого не поступався найпрестижнішим турнірам ФІГМ. У 2020-ті роки з'явилися нові українські спортивні організації з «Мафії», такі як iMafia, Emotion Games або Mafgame, та почали проходити турніри, що поєднували елементи «Мафії» та інших рольових ігор, такі як серія «The Cult», що проходила на онлайн-платформі Swipeal.

## Правила гри

### Авторський варіант
Збереглися оригінальні правила «Мафії», які на думку її автора Дмитра Давидова робили гру найпростішою, найзрозумілішою та найцікавішою. Хоча згодом вони суттєво змінилися, незмінною залишилася головна ідея: боротьба інформованої меншості проти неінформованої більшості. «Чесні гравці» намагалися знайти та усунути мафію, а «мафіозі» своєю чергою видавали себе за чесних, намагаючись маніпулювати рештою гравців.
Для гри у «Мафію» було потрібно не менш ніж шість гравців, відповідна кількість карт та папірці. На шість гравців роздавали дві чорних карти, на вісім — три, на одинадцять — чотири, на шістнадцять — п'ять; решта карт було червоними. Кількість «мафіозі», які отримували чорні карти, мала бути відомою заздалегідь.
Гра складалася з трьох фаз: ранок, день та ніч.
1. Під час «Ранку» на початку гри кожен гравець обирав випадкову карту з колоди, яка визначала їхню роль: чорна карта — «мафія»; червона карта — «чесний гравець». Коли ролі розподілено, всі заплющували очі, а мафії дозволяли побачити одну одного. Це було їхньою єдиною перевагою перед рештою «міста» — мафія знала кольори гравців, а мирні жителі — ні, тому були змушені підозрювати всіх[24].
2. «Вдень» всі гравці розплющували очі та розмовляли один з одним. Будь-хто міг запідозрити іншого гравця в тому, що він є мафією, даючи можливість виправдатись. Якщо пояснення були непереконливими, оголошувалося голосування, і якщо більшість гравців голосували за «страчення», звинувачений залишав гру. Голосування могло відбуватись декілька разів протягом «дня», але гравці не знали, чи вони насправді «страчували» мафію, або чесного жителя[24].
3. В будь-який момент будь-хто міг запропонувати перейти у фазу «Ночі». Якщо пропозицію підтримувала більшість, всі брали папірці та таємно писали на них одне з двох: чесні жителі — слово «чесний», а мафія — ім'я наступної жертви. Якщо імена, написані мафією, збігалися, то жертва залишала гру. За кількістю папірців можна було зрозуміти, скільки членів мафії залишилось у місті. Після цього знову починався «День»[24].

Гра тривала доти, доки не знищено всіх чесних жителів або всіх мафіозі. Після закінчення гри члени команди-переможця отримували кількість балів, відповідно до кількості вцілілих мирних (якщо перемагало місто), або загальної кількості мирних (якщо перемагала мафія).

### Werewolf

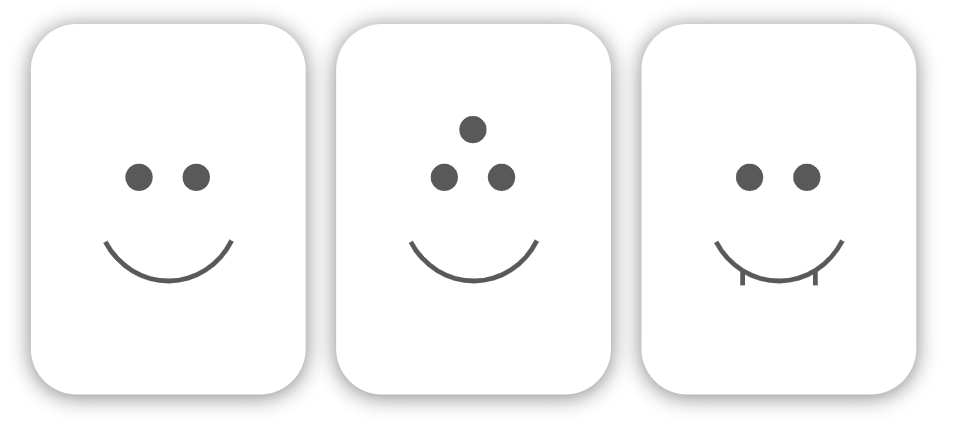
Карти для гри у Werewolf, засновані на ідеї Ендрю Плоткіна: селянин, провидець та вовкулака.

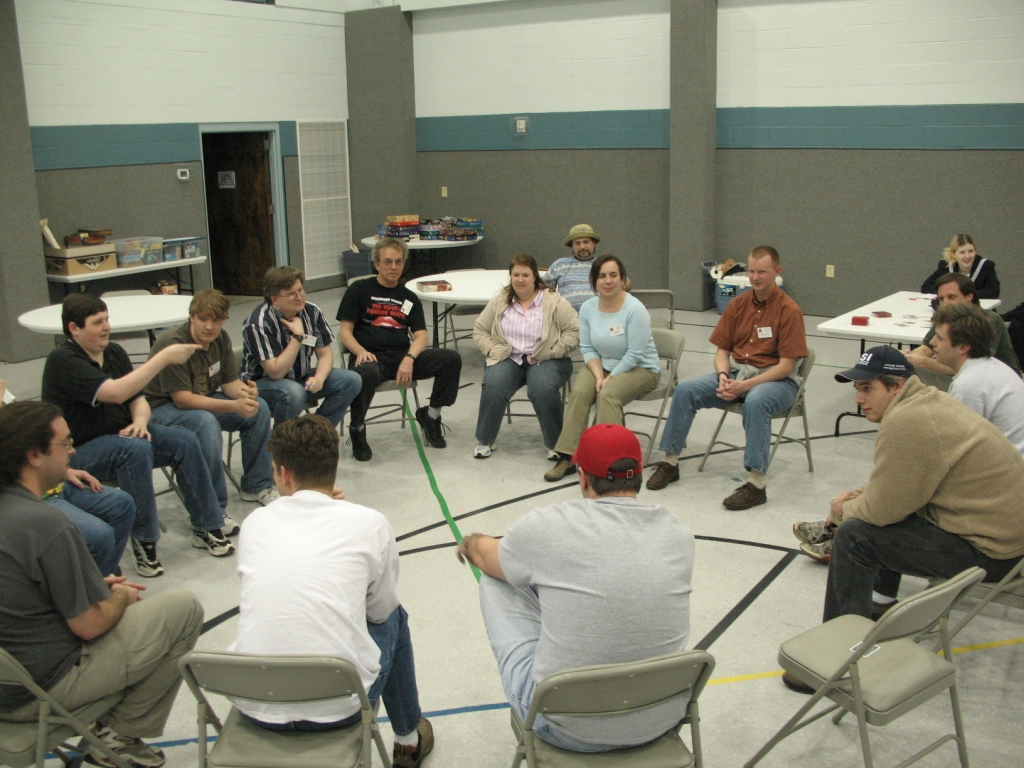
Коло гравців у Werewolf. Tennessee Game Days, Нашвілл, США. 2007 рік

Англомовна варіація «Мафії» отримала назву «Werewolf» (укр. Вовкулака). Її автором став програміст Ендрю Плоткін (нар. 1970), відомий в ігровій спільноті під псевдонімом Зарф. 1997 року Плоткін вперше зіграв у «Мафію» на конгресі Національної ліги головоломок, але вирішив, що «вовкулаки» звучало більш витончено та елегантно, ніж «мафія», тому змінив сетинг гри.
У Werewolf грають щонайменше сім учасників, але краще — сім або дев'ять. Бажано, але необов'язково, щоб їхня кількість була непарною. На початку гри вони випадково витягують карту з колоди, обираючи з наступних ролей: один модератор, два вовкулаки, один селянин-провидець і решта — звичайні селяни. Якщо гравців забагато (на думку автора — сімнадцять або більше), вовкулак може бути три. Мета вовкулак — знищити всіх селян, один з яких (провидець) здатен відчувати перевертнів. Всі учасники ховають власні карти, окрім модератора, який веде гру. Плоткін використовував колоду карт із зображеннями смайликів: окрім звичайного усміхненого обличчя (селянин), вона містила смайлики з третім оком (провидець) та з іклами (вовкулаки).
1. Гра починається з фази «Ночі», під час якої гравці заплющують очі. Всі можуть наспівувати, стукати по столу, та щось вигукувати, щоб випадково не почути, хто є вовкулакою або провидцем. Модератор дозволяє вовкулакам відкрити очі, побачити один одного та мовчки вказати на селянина, якого вони хочуть вбити. Після цього вовкулаки засинають, та просинається провидець, який вказує на одного з гравців, а модератор жестами показує, чи той є вовкулакою. Вранці модератор дозволяє прокинутися всім гравцям та оголошує, кого вбито вночі. Цей гравець залишає гру та показує всім свою карту та роль[2].
2. «Вдень» всі гравці — селяни, провидець та вовкулаки — обговорюють, кого вони хочуть лінчувати. Живі гравці не мають обмежень на кількість промов, але не мають права відкривати власні карти;  мертві — навпаки, показують свою карту, але змушені мовчати. Провидець може розказати місту, що він є провидцем і що він перевірив вовкулак, проте він ризикує бути вбитим наступної ночі; так само за провидця себе може видати один з вовкулак. Як тільки більшість живих проголосує за лінчування гравця, він залишає гру та відкриває свою карту. Знову наступає «Ніч»[2].
3. Фази «Ночі» та «Дня» повторюються до тих пір, поки селяни не вб'ють всіх вовкулаків (перемога селян), або поки вовкулаків не залишиться стільки ж, скільки селян, і вони зможуть перестати ховатися (перемога вовкулаків)[2].

Правила «Вовкулаки» Плоткіна трохи відрізнялися від правил «Мафії» Давидова. В оригінальній грі вдень можна було ув'язнити скільки завгодно гравців, а в Werewolf — лінчувати лише одного. В «Мафії» роль ув'язненого гравця залишалася невідомою, а у «Вовкулаці» карту вбитого гравця показували всім. Ролі «модератора» та «провидця» в авторському варіанті «Мафії» були відсутні. Нарешті, на відміну від «Вовкулаки», в оригінальній грі мафіозі не мали змоги спілкуватися вночі.

### Класична мафія

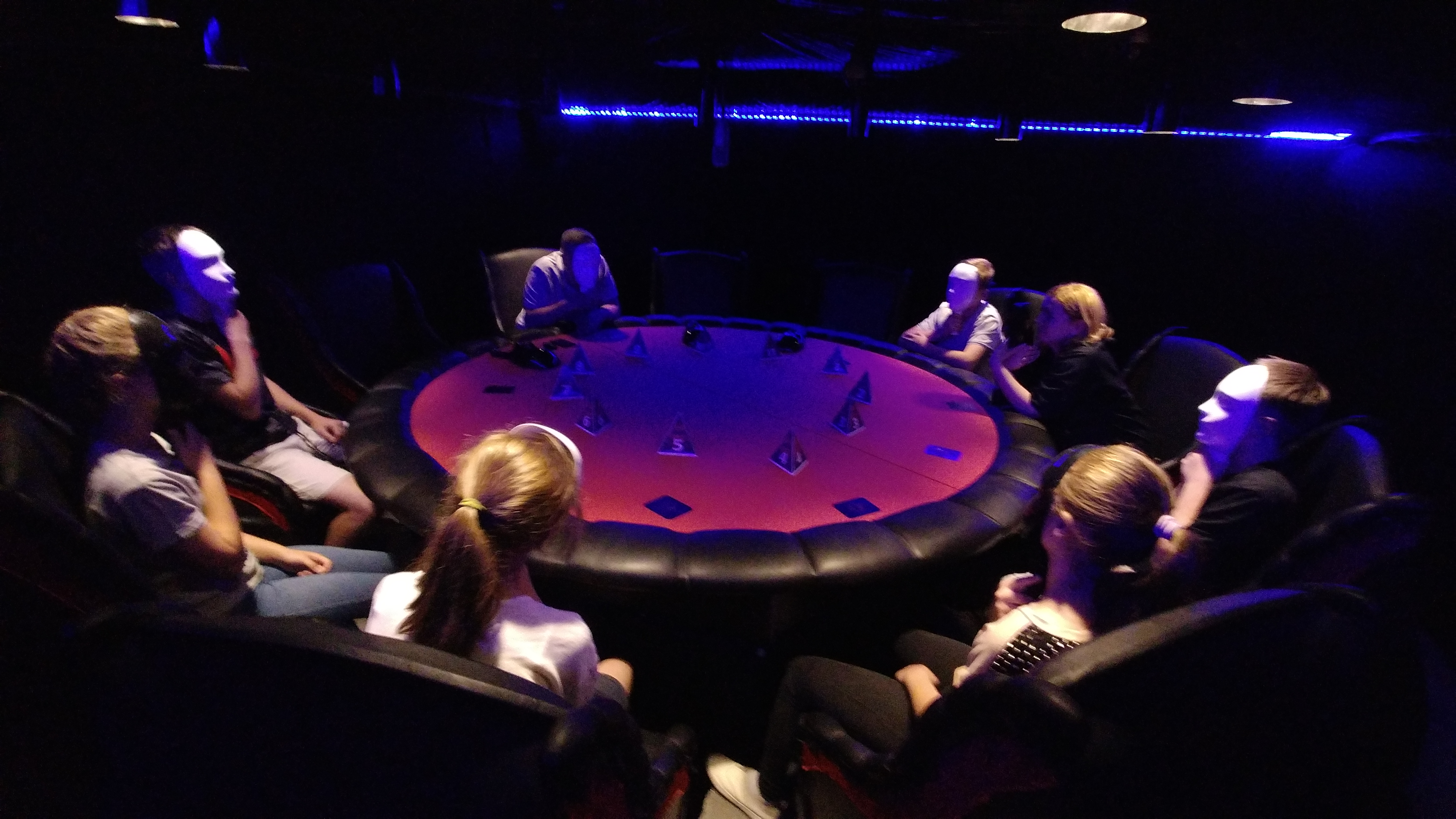
Гра в «Мафію». Бішкек, Киргизстан. 2018 рік

Правила класичної мафії сформувалися приблизно на початку 2000-х років, після чого змінювались лише несуттєво. У грі беруть участь десять осіб, які випадковим чином поділяються на дві команди: «червоні» — 7 мирних, включаючи одного шерифа; «чорні» — 3 мафії, включаючи одного дона. Ведучий, якому можуть допомагати судді-помічники, оголошує зміни фаз «дня» та «ночі». Гра відбувається до тих пір, поки стіл не залишать всі чорні (перемога міста), або чорних залишиться не менше ніж червоних (перемога мафії). У кожного гравця за столом має бути ігрова маска, а кожне з місць обладнано табличкою з номером від 1 до 10. Під час фази «ночі» має грати гучна музика, щоб гравці не чули один одного.
На початку гри гравці займають заздалегідь розподілені місця за столом, надягають маски, заплющують очі, а потім по черзі дізнаються свою ігрову роль. Після того, як ролі розподілено, мафія прокидається та під керівництвом дона протягом хвилини за допомогою жестів обирає план на гру.
1. «Вдень» всі гравці знімають маски та починають обговорення. Кожен має по 60 секунд, щоб висловити свої думки та виставити на голосування найпідозрілішого гравця. Коли денне обговорення закінчується, відбувається голосування за вилучення підозрілих гравців. Той, хто набрав найбільшу кількість голосів, після останньої промови залишає гру. Якщо два або більше гравці набрали рівну кількість голосів, вони мають 30 секунд на додаткову промову, після чого голосування повторюється. Якщо голоси знову розподіляються порівну між декількома гравцями, проходить голосування за те, щоб вилучити їх разом[26].
2. «Вночі» всі знову заплющують очі й мафія робить «постріл»: суддя по черзі називає номери гравців, а кожен з мафії (с заплющеними очима) імітує жестом постріл в одного з них. Якщо всі члени мафії «вистрілили» в одного й того ж гравця, «вранці» його буде вбито, інакше станеться «промах». Також вночі по черзі «прокидаються» дон та шериф: перший перевіряє одного з гравців, чи він є шерифом, а другий дізнається колір будь-якого гравця за столом[26].
3. «Вранці» суддя оголошує, чи вбито когось вночі. Той, кого вбивають під час першої ночі, має право назвати свій «кращий хід»: номери трьох гравців, кого він вважає мафією. Після цього всі прокидаються і вбитий гравець має право на останню промову, після чого залишає стіл і знову починається «День»[26].

Гравці, які порушують правила «Мафії», можуть отримувати попередження. Фолами вважаються спілкування під час промови іншого гравця, надмірна жестикуляція, суперечки з суддею тощо. Після трьох фолів гравець втрачає право на чергову промову. В разі отримання четвертого попередження, він залишає гру. Також гравець може бути негайно дискваліфікований після грубих порушень, як то образи інших гравців, підглядання, доведення своєї ролі «неігровим чином» (клятвою) та інших. За дотриманням правил «Мафії» стежить ведучий та додаткові судді.
Гра закінчується перемогою мирних, коли за столом не залишається жодного «чорного» гравця. Мафія виграє, якщо залишається не менше чорних гравців, аніж червоних («три в три» — три чорних та три червоних, «два у два» — два чорних та два червоних, або «один в один» — один чорний та один червоний).

### Інші варіації
Спортивна мафія вважається складною для непідготовлених гравців, тому її правила можуть бути спрощеними для новачків. Наприклад, мафії можуть дозволяти бачити один одного кожної ночі та обирати гравця, якого треба «вбити». Також ведучий може розкривати роль гравця, який залишає місто вдень після голосування. Якщо гравців менш як десять, гру можна розпочинати без ведучого: ним стане той, хто залишить місто вдень. Також ведучий може оголошувати результати перевірок вголос, тоді всі гравці знатимуть, чи знайшов шериф мафію вночі, але не знатимуть, кого саме той перевірив.
Окрім чисельних варіацій правил, в багатьох версіях «Мафії» присутні додаткові персонажі. Серед мирних жителів поширеними є «стріляючий комісар», який вночі може вбити перевіреного ним гравця мафії, «лікар», що вночі може врятувати мирного жителя від вбивства, «сержант», який знає комісара та його перевірки, або «повія», яка може вночі «заразити» мафіозі, який намагався її вбити. Існують також додаткові мафіозні ролі: «злодій» може блокувати можливості мирних гравців, а «кілер» — робити додатковий постріл самотужки, незалежно від своєї команди. Окрім цього, до гри можуть бути додані ролі одинаків, що не відносяться ані до «червоних», ані до «чорних», і виграють, якщо всіх інших жителів міста вбито: «маніяк» може вночі вбивати кого завгодно, а «хакер» вночі дізнається колір одного з гравців та змушує ведучого оголосити його вранці.
Існують також комерційні варіації правил «Мафії», які продаються разом із комплектами карт. У 2000 роки були поширені англомовні «Wherewolf» (автор — Крістіан Золі) та «Ultimate Werewolf» (Тед Альспах), французькомовна «Les Loups-Garou de Thiercelieux» (Lui-Meme Games), «Lupus in Tabula» (daVinci Games), «Are You A Werewolf» (Loonie Tabs) та безліч інших. У найповажніших клубів для гри в мафію були власні фірмові колоди. Також іноді брендовані набори карт розповсюджувалися безплатно як реклама інших продуктів, наприклад, самогону.

## Тактика та стратегія гри

### Загальні принципи
«Мафія» вважається інтелектуально-психологічною грою, де для досягнення успіху необхідно використовувати свої знання та вміння, об'єднуючись з іншими учасниками гри та знаходячи вихід із заплутаних ігрових ситуацій. При цьому задіюється як пам'ять учасників гри, так і їхнє мислення, щоб обрати спосіб розв'язання ігрової проблеми. Окрім цього, в «Мафії» присутній елемент шоу, тому для успіху також потрібні розвинуті навички комунікації та вміння розпізнавати та імітувати емоції, розігруючи невеличкі «вистави».
В «Мафії» виділяють два основних компоненти: математичний та психологічний. Математична частина гри дозволяє приймати рішення, порівнюючи, хто з ким грає, хто кого вважає червоним або чорним, хто проти кого голосує. Психологічний компонент, своєю чергою, полягає у вмінні переконувати інших, ефективно спілкуватись з рештою гравців, в тому числі використовуючи власні акторські навички.

### Термінологія
Крім стандартних термінів в «Мафії» використовується власна термінологія, яка є зрозумілою для більшості досвідчених гравців по всьому світові. Існує близько двохсот мафіозних термінів, серед яких:
- «домовка» — домовленість чорних гравців на початку гри про те, кого вони будуть стріляти надалі;
  - «статика» — вибір певного гравця, якого будуть стріляти, ще до початку ігрового дня;
  - «динаміка» — денна жестикуляція, яка буде зрозуміла лише мафії та визначить, кого саме треба стріляти вночі.
- «голосування» — опитування про те, щоб гравець залишив гру;
  - «ділити стіл» або «пилити стіл» — розділити голоси між двома або більше гравцями, щоб вони отримали додатковий час на розмову;
  - «автокатастрофа» — ситуація, коли два або більше гравці отримали рівну кількість голосів;
  - «відвести руку» (від гравця) — проголосувати в когось іншого, щоб певний гравець не залишив гру;
  - «зламати стіл» — попри денну домовленість, проголосувати в іншого гравця, так щоб він одразу залишив стіл;
- «одна версія» чи «дві версії» — ситуації, коли один чи два гравці за столом видають себе за шерифа.
  - «викритися» — дати іншим зрозуміти, що ти шериф;
  - «лжешериф» — чорний гравець, який видає себе за шерифа.
  - «шериф дає гравця червоним (чорним)» — шериф розповідає містові, що перевірив гравця і той — мирний (або мафія)
- «критична ситуація» або «критика» — ситуація за столом, коли в разі виведення вдень червоного гравця місто може програти; відповідно «не критика» — ситуація, коли місто має право на помилку;
- «вгадайка» — ситуація, коли за столом залишилось три або чотири гравці, один з яких чорний, і треба вгадати, хто саме[29].

### Жестикуляція
Деякі жести є невіддільною частиною правил «Мафії». Так, щоб виставити гравця на голосування, треба опустити кулак з виставленим догори великим пальцем на стіл, назвавши номер підозрюваного. Той саме жест використовується під час голосування. Щоб вистрілити вночі мафія має підняти руку вгору та імітувати натискання на курок одним чи двома пальцями. Але є і багато інших неформальних жестів, які дозволяють висловлювати свою думку під час промов інших гравців. Найпоширеніші з них, як і термінологія, зрозумілі досвідченим гравцям по всьому світові; проте деякі жести використовуються лише в окремих клубах або країнах.
Кожен гравець має порядковий номер від одного до десяти, які показують відповідною кількістю пальців. Щоб показати, що гравець — мирний (червоний), використовують жест «великий палець догори», а підозрюваний (чорний) — «великий палець вниз». Звертаючись до інших, часто використовують жести «Думаю» (палець до скроні), «Граю» (складені разом руки), «Ні» (перехрещені руки"), «Хто?» або «Чому?» (вказівний палець у формі гачка, схожого на знак питання). Можна також запропонувати шерифові перевірити гравця, показавши його номер зі швидко коливаючимися пальцями. Складені у кільце великий та указівний пальці (так званий «Жест ОК») означають, що гравець — шериф. Дон може показати свій статус іншим мафіозі, вказавши собі на плече або на безіменний палець.
У грі за столом, на відміну від онлайн-мафії, жести є особливо важливими. За допомогою підморгування гравець може показати іншому, що він шериф. Ті, хто сидять поруч, можуть комунікувати потайки від інших, особливо, якщо це представники мафії. Шериф може викрити себе перевіреному червоному гравцю, який сидить поруч з ним, потайки доторкнувшись до нього або наступивши на ногу; проте лжешериф може зробити так само.

Поширені жести «Мафії»
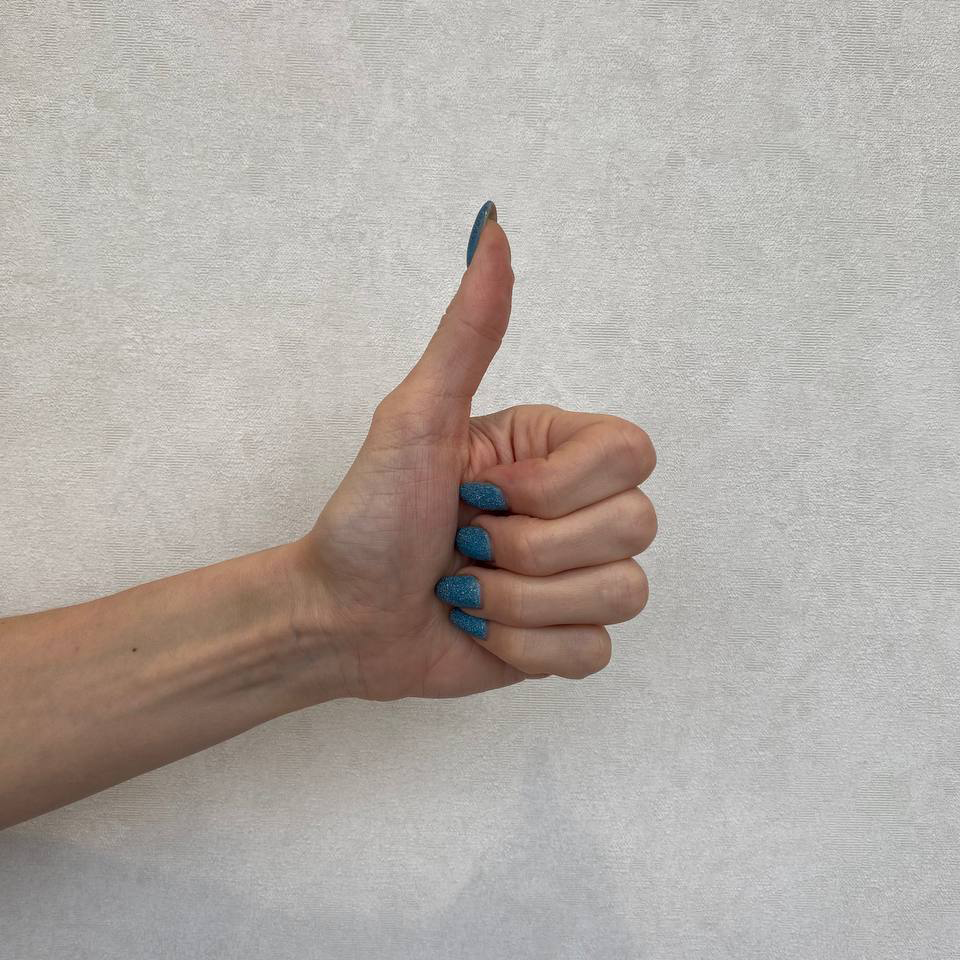
«червоний гравець»
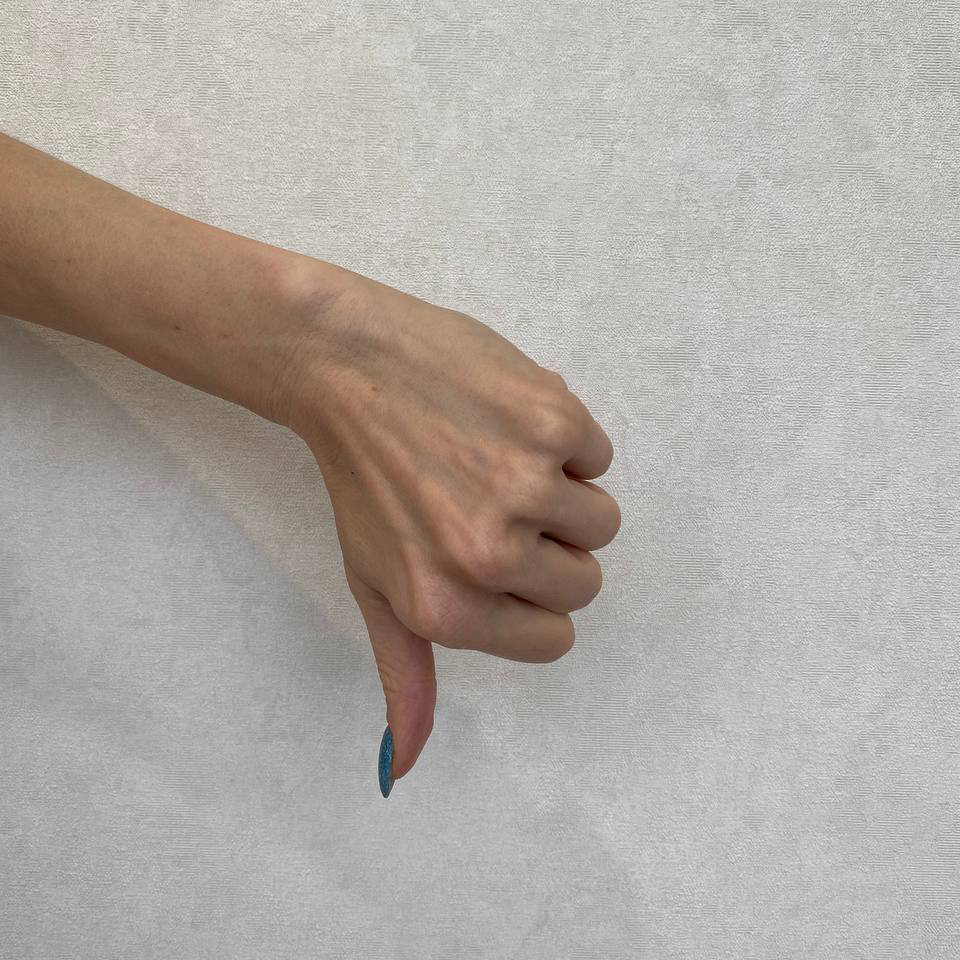
«чорний гравець»
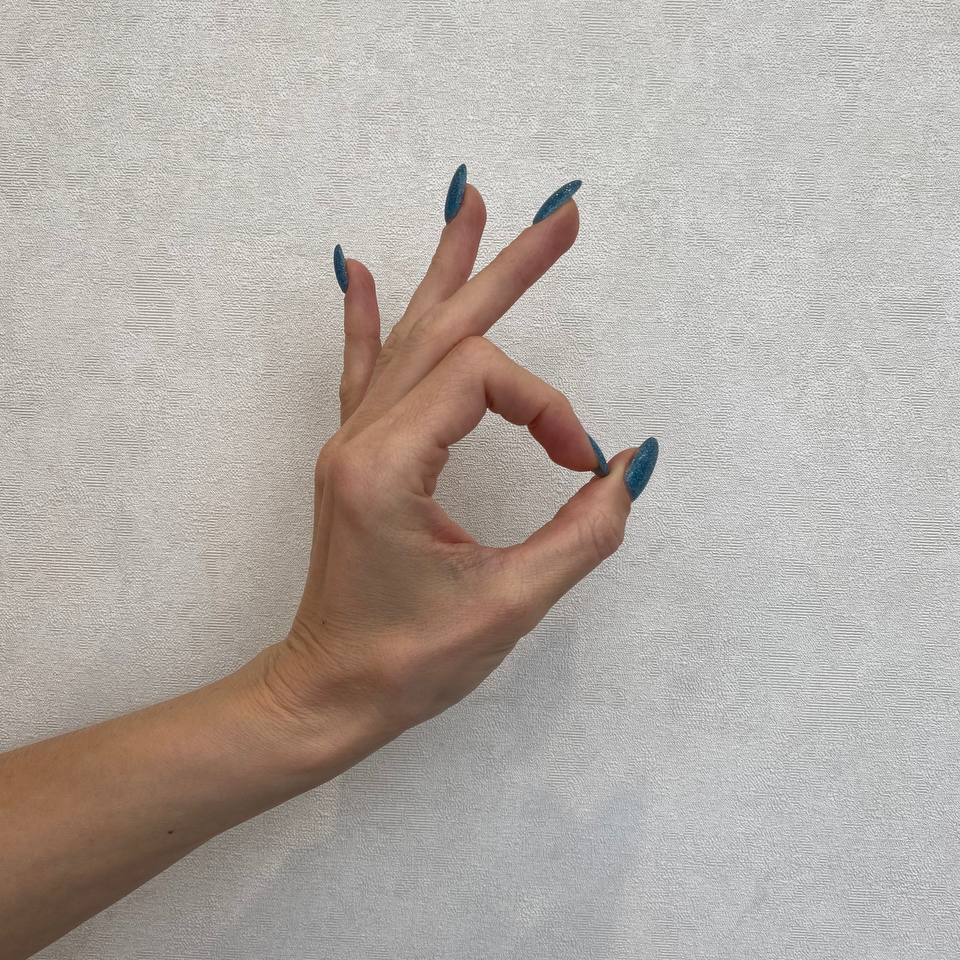
«шериф»
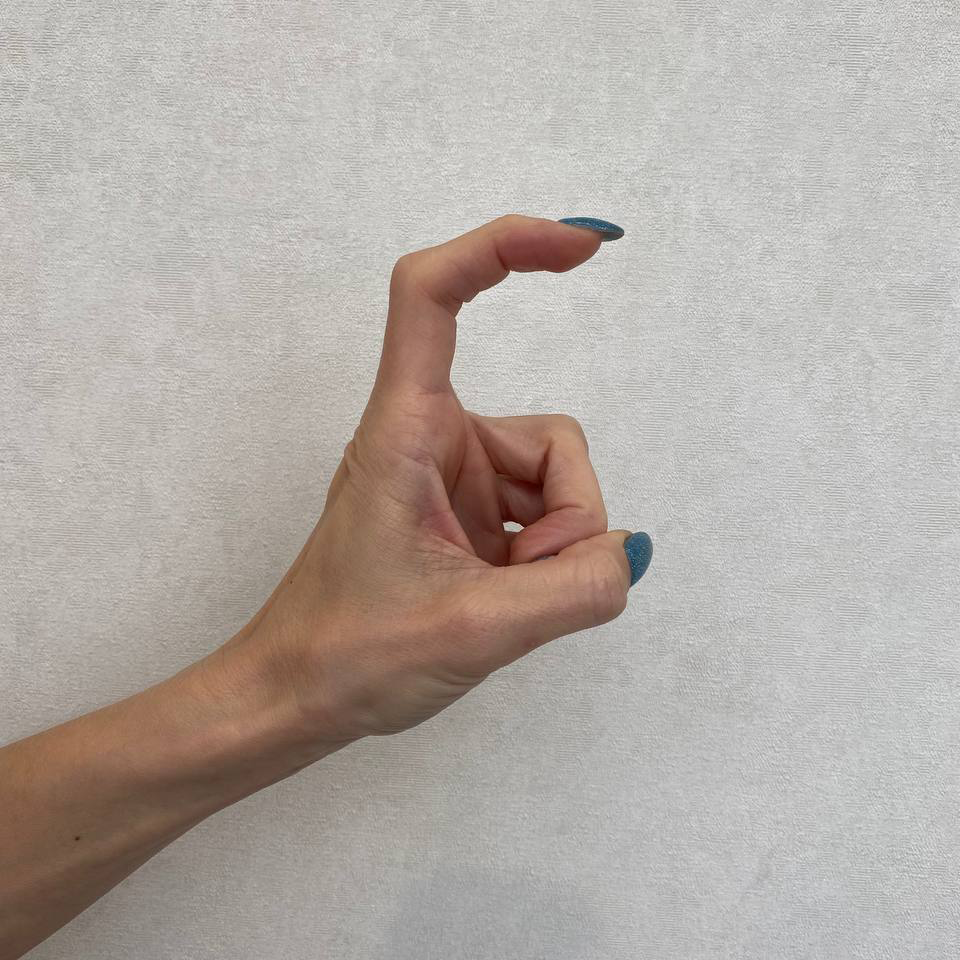
«хто?» або «чому?»
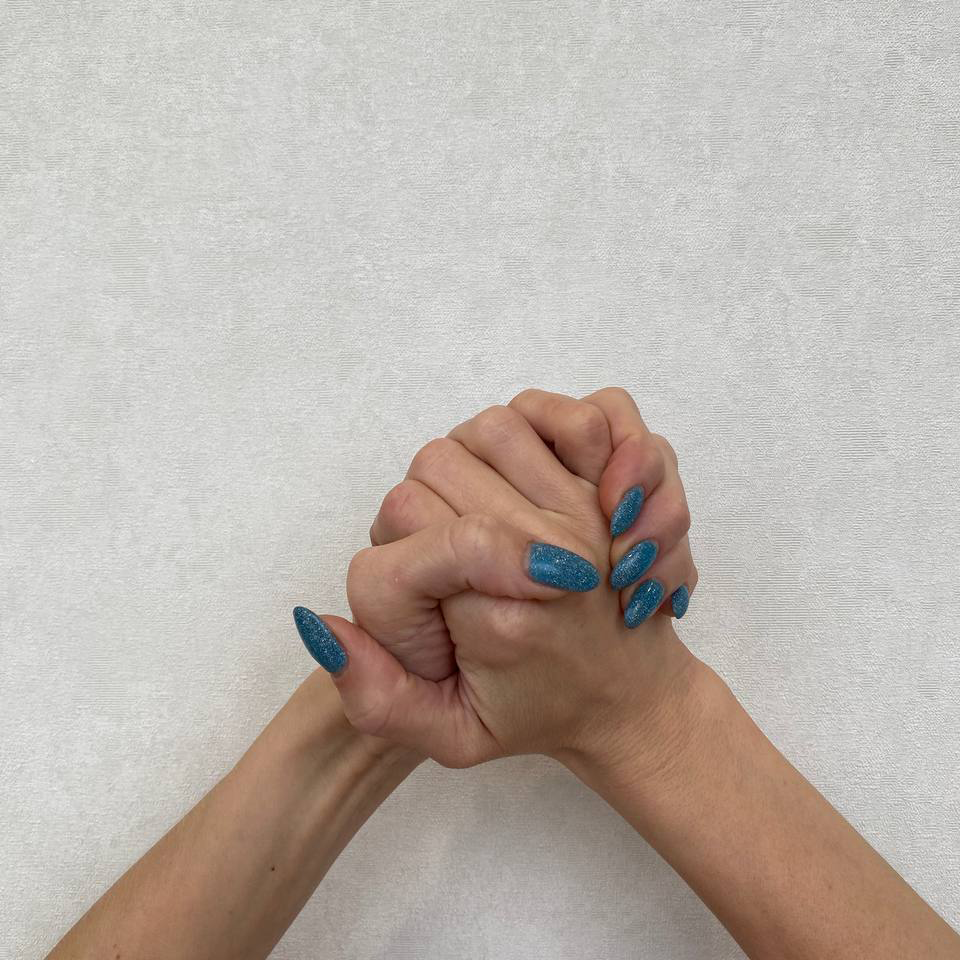
«граю з»
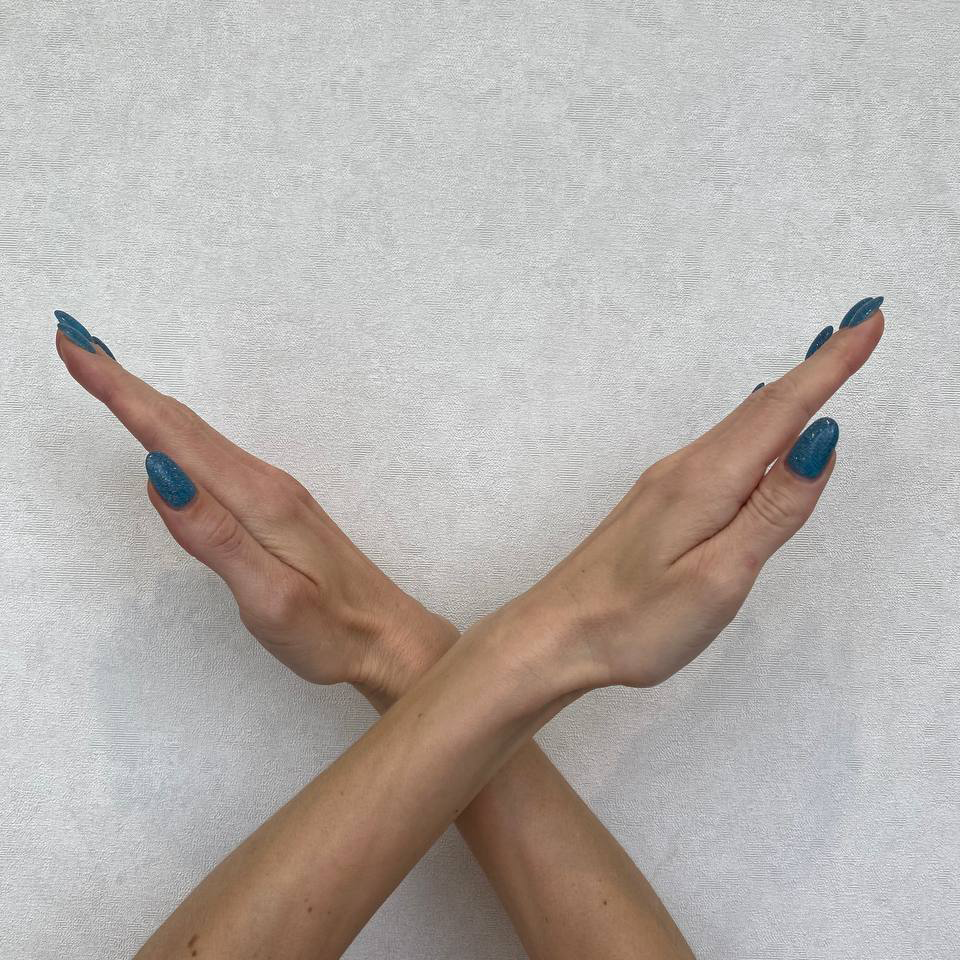
«не граю з» або «ні»

### Гра за червону карту
Під час першого ігрового дня червоний гравець (мирний житель) зосереджується на пошуку кольорів інших, а також на найефективнішому використанні хвилини, виділеної на власну промову. Його мета — довести свій червоний колір та поділитися думками щодо інших гравців. Найчастіше під час першого дня нікого не виганяють, а замість цього «ділять стіл» так, щоб додатково поговорили два підозрілих гравці. Також червоні гравці зазвичай жестами показують бажану перевірку для шерифа.
Мирний гравець, якого вбили вночі, залишає столу «заповіт»: кого він вважає мирним, а кого — підозрілим. Якщо вночі вбили шерифа, він розкриває результати єдиної перевірки. Далі мирному гравцеві треба вирішити, проти кого він буде голосувати в кінці дня. Досить часто місто вирішує розіграти так звану «противагу»: по черзі вилучити двох гравців, які підозрюють один одного.
Починаючи з третього дня за столом залишається сім гравців (або більше, якщо мафія не вбила нікого вночі). В критичній ситуації шериф зобов'язаний викрити себе та розказати місту про свої перевірки. Проте разом з ним може з'явитись лжешериф, і містові буде потрібно вирішити, кому з них вони вірять більше. Червоним гравцям важливо голосувати разом, бо інакше чорні можуть проголосувати у червоного та перемогти. Якщо після голосування на третій день гра не закінчилася перемогою чорних «три в три», це означає, що принаймні один з двох гравців, яких вивели до цього, був чорним.
На четвертий день за столом залишається п'ять або шість гравців. Мирним важливо проаналізувати попередні голосування, обрати правильну версію гри та вивести ще одного чорного гравця, щоб не програти «два у два». При цьому особливо важливо прислухатися до тих, хто точно був мирним: кого вбили вдень, або кого перевірив єдиний шериф. Якщо вдень виводили лише чорних гравців, гра закінчиться перемогою міста. В інших випадках за столом залишиться ще один чорний гравець, якого треба буде знайти.
На п'ятий день за столом залишається три або чотири гравці, один з яких — чорний, і починається «вгадайка». Коли за столом чотири гравці, голосування проходить так, щоб стіл залишили двоє з них. Коли за столом три гравці, кожен мирний має довести свій червоний колір, а також правильно обрати, в кого з двох інших проголосувати.

### Гра за шерифа
Зазвичай шериф «ховається» в перший день, а вночі робить перевірки, які пропонували вдень жителі міста. Якщо його самого або його червону перевірку вбивають в першу ніч — це найгірші варіанти подій для міста. Коли шериф продовжує жити, він самостійно обирає подальші дії. Вважається, що не треба розкривати себе на другий день, окрім випадків, коли вже з'явився лжешериф, або є реальна загроза бути заголосованим. Якщо шерифа не вб'ють і після другої ночі, лише тоді він зазвичай викриває себе місту.
Після другої ночі стає зрозумілим, як розвиватиметься гра — з одним шерифом, з двома (справжнім та лжешерифом) або без шерифа. Якщо справжнього шерифа вбили після першої чи другої ночі, місто найчастіше грає у його версію гри. Коли ж ані шерифа, ані лжешерифа не вбили після двох ночей, кожен буде доводити, що саме він — справжній. Якщо місто вагається між двома версіями, обох шерифів можуть вивести з гри по черзі разом з їхніми чорними перевірками, гарантовано переходячи у «вгадайку».

### Гра за чорну карту
Гравці мафії знайомляться один з одним та обирають план на гру під час першої ночі. Дон на жестах показує, кого саме мафія вбиватиме в першу та наступні ночі, чи треба вбивати шерифа, який видає себе, або треба грати у дві версії тощо. Він може призначити «статику», вказавши номера гравців, яких треба вбити, або «динаміку», обираючи ціль для пострілу під час гри (наприклад, дон може показати мафії, що треба вбивати того, про кого він поговорить на промові другим, плюс два; або кого він покаже на перевірку, мінус один).
Гравці мафії, на відміну від мирних жителів, знають всі кольори, тому вдень лише вдають, що шукають чорних, обираючи найкращу стратегію гри, яка призведе до перемоги. Вигідніше за все під час першого дня зрозуміти, хто є шерифом, та вбити його за допомогою «динаміки». Якщо шерифа не вбито, найчастіше саме дон вирішує, що робити — чи вдавати з себе лжешерифа, чи спробувати вбити справжнього шерифа у другу ніч. Перевірений чорний також може видавати себе за шерифа, вигадавши перевірки, в які повірить місто.
Якщо вночі мафія вистрілить в різних гравців, буде зафіксовано промах і ніхто не буде вбитим. Тоді мафія має вирішити, що робити далі: наприклад, «зламати стіл» у червоного гравця, визнавши себе чорним, та вголос сказати, кого саме стріляти (особливо, якщо це знайдений вночі шериф). Іноді мафія може навмисно зробити промах, щоб при двох версіях місто вирішило не ризикувати, і на противагу чорному гравцю вивести зі стола справжнього шерифа. Ще одним нестандартним рішенням мафії може бути «самостріл»: мафія вбиває власного дона, запевняючи місто, що саме він був справжнім шерифом.

## Онлайн-мафія

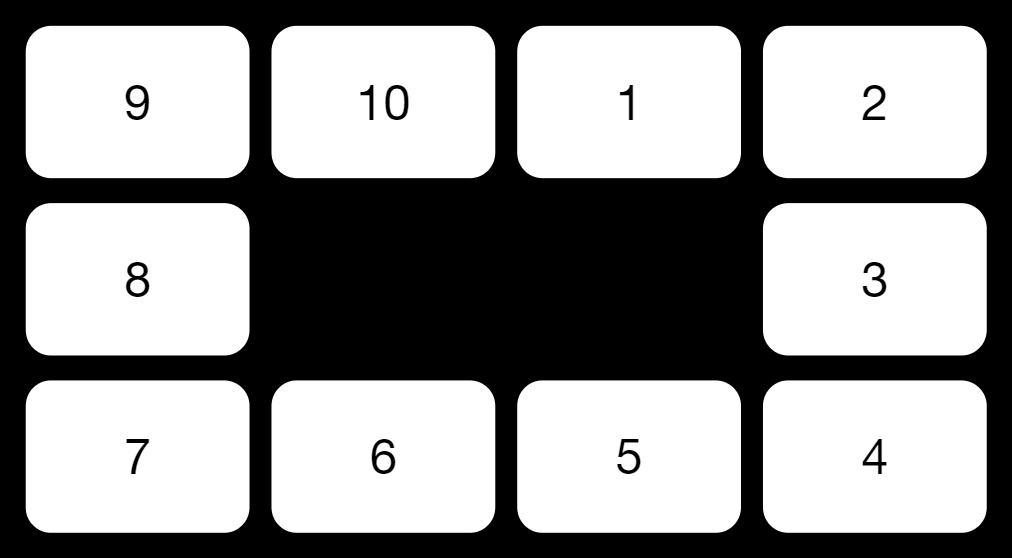
На платформі для онлайн-мафії Polemica відеозображення гравців розташовані з годинниковою стрілкою та позначені номерами від 1 до 10

Одним з перших проєктів онлайн-мафії був вебсайт kozanostra.ru, оснований наприкінці 1990-х років, де можна було грати в «Мафію» за допомогою електронної пошти (англ. Play by Electronic Mail). Концепцію PBeM-мафії було побудовано навколо серверу, на який можна було слати листи у певному форматі, імітуючи звернення до інших, перевірки комісара, вбивства гравців тощо. В кожній партії брали участь 10-15 гравців, яких набирали заздалегідь. Гра тривала декілька днів: протягом доби гравці спілкувались один з одним, а в зазначений час (вранці) робили ігровий «хід». На відміну від звичайної мафії, в PBeM-мафію можна було грати в будь-який вільний час, не чекаючи інших гравців. Сайт kozanostra.ru закрили через декілька років, але й далі існували декілька схожих проєктів.
Згодом почали з'являтися інші способи для гри в «Мафію» в Інтернеті. Прихильники гри використовували вебфоруми, чати, ICQ, IRC, грали за допомогою SMS. Почали створюватися окремі інтернет-сервіси, які забезпечували реєстрацію гравців, збір на ігри, розподілення ролей, чати для спілкування всіх гравців та мафіозі тощо. У середині 2000-х років на сайті mafiaonline.ru було близько 6000 активних гравців, а за два місяці було зіграно понад 15 тисяч партій. 2006 року відкрили сервер maffia.rambler.ru на «Рамблер-Іграх», де вже через рік одночасно грало декілька сотень гравців.
У 2010 роки почали з'являтися інтернет-сервіси для гри у «Мафію» за допомогою відеозв'язку. Одним з перших ресурсів, на якому можна було грати з вебкамерою, став сайт Inetmafia.ru. Правила гри були наближеними до класичної мафії, гравці могли бачити та чути один одного, а за перебігом гри спостерігали справжні судді. Серед інших онлайн-ресурсів для гри в «Мафію» — платформа Polemica, де з 2021 року проходять турніри зі спортивної мафії Mafprofi, призовий фонд яких досягає 20 тис. доларів, або сайт Swipeal.
У 2014 році вийшла інді-гра Town of Salem, правила якої базуються на «Мафії», але тематика якої — процес над салемськими відьмами. За словами розробників, станом на червень 2017 року, у грі було більше ніж 5 мільйонів зареєстрованих гравців.

## Спортивна мафія

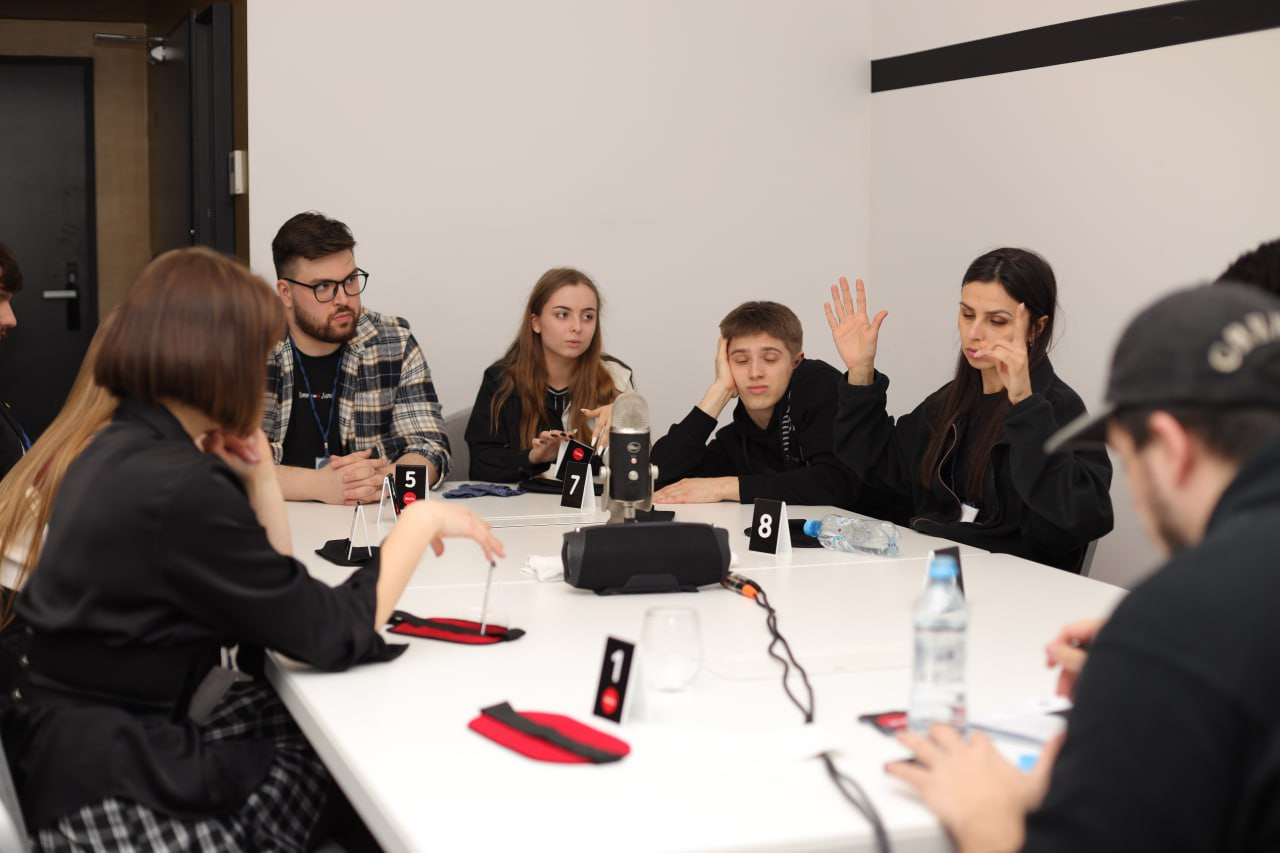
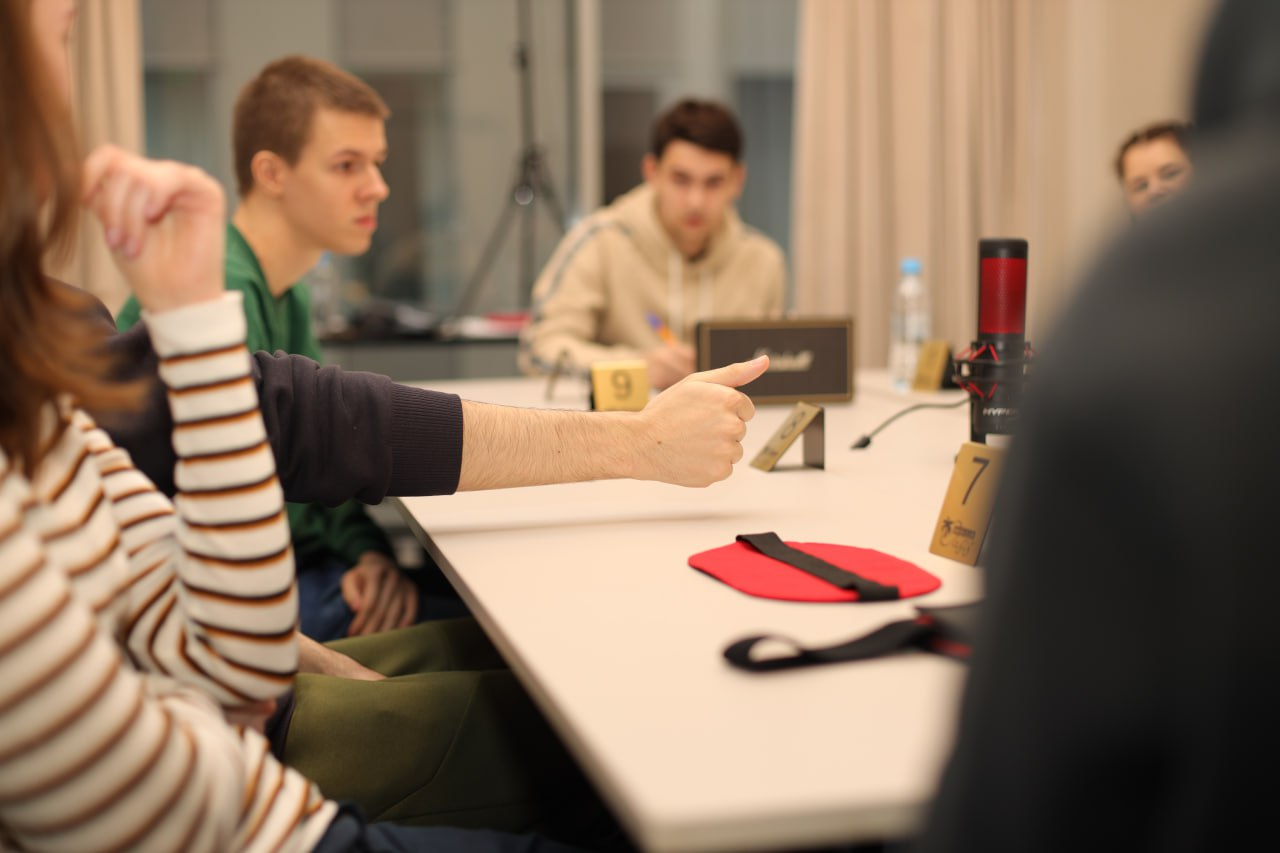
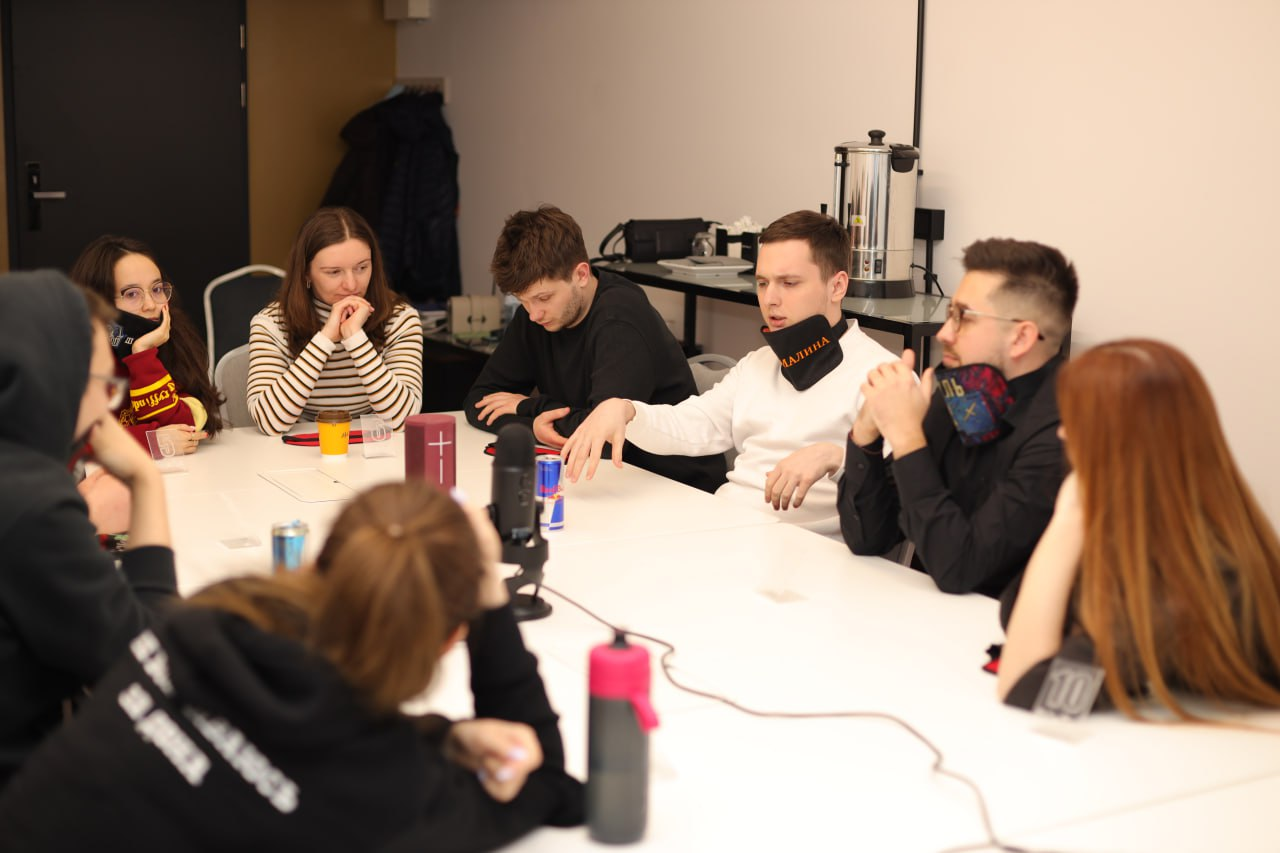
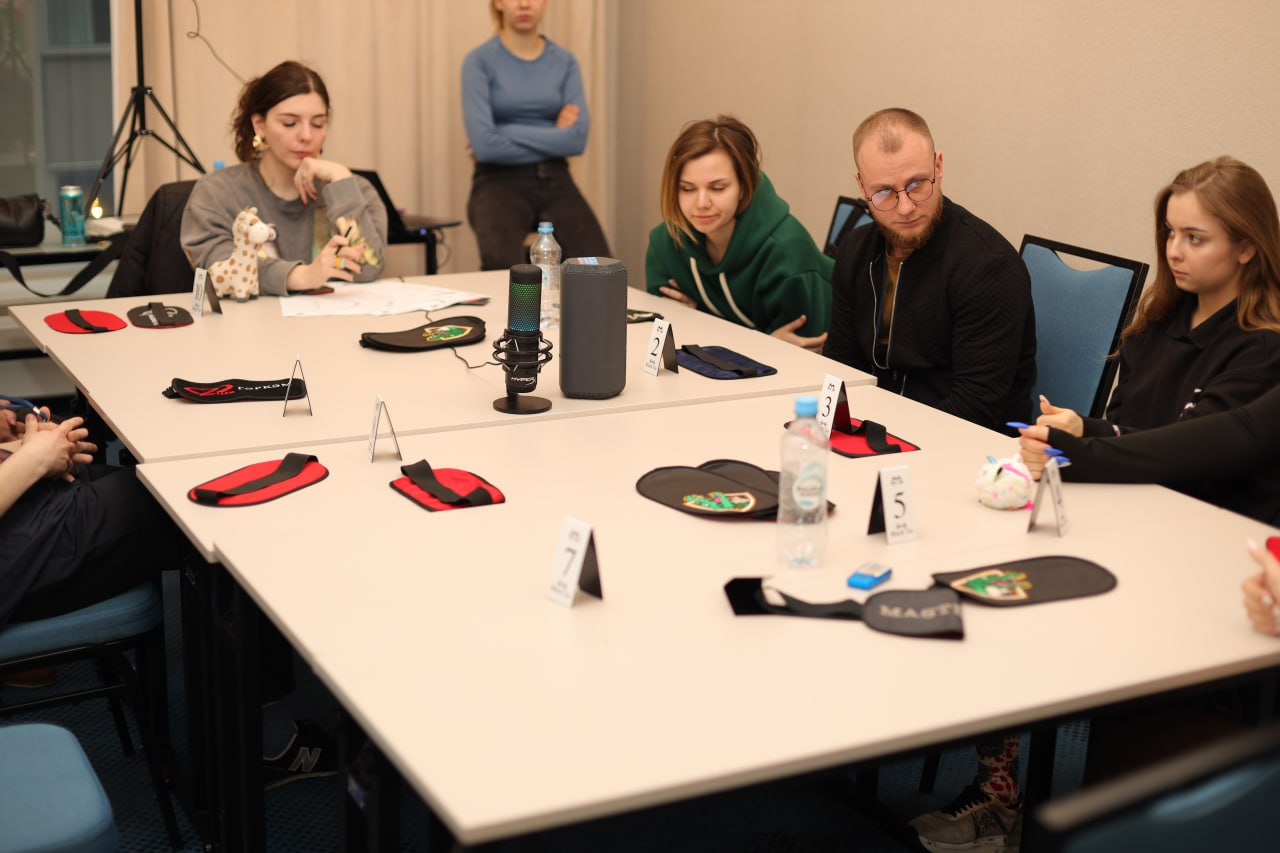
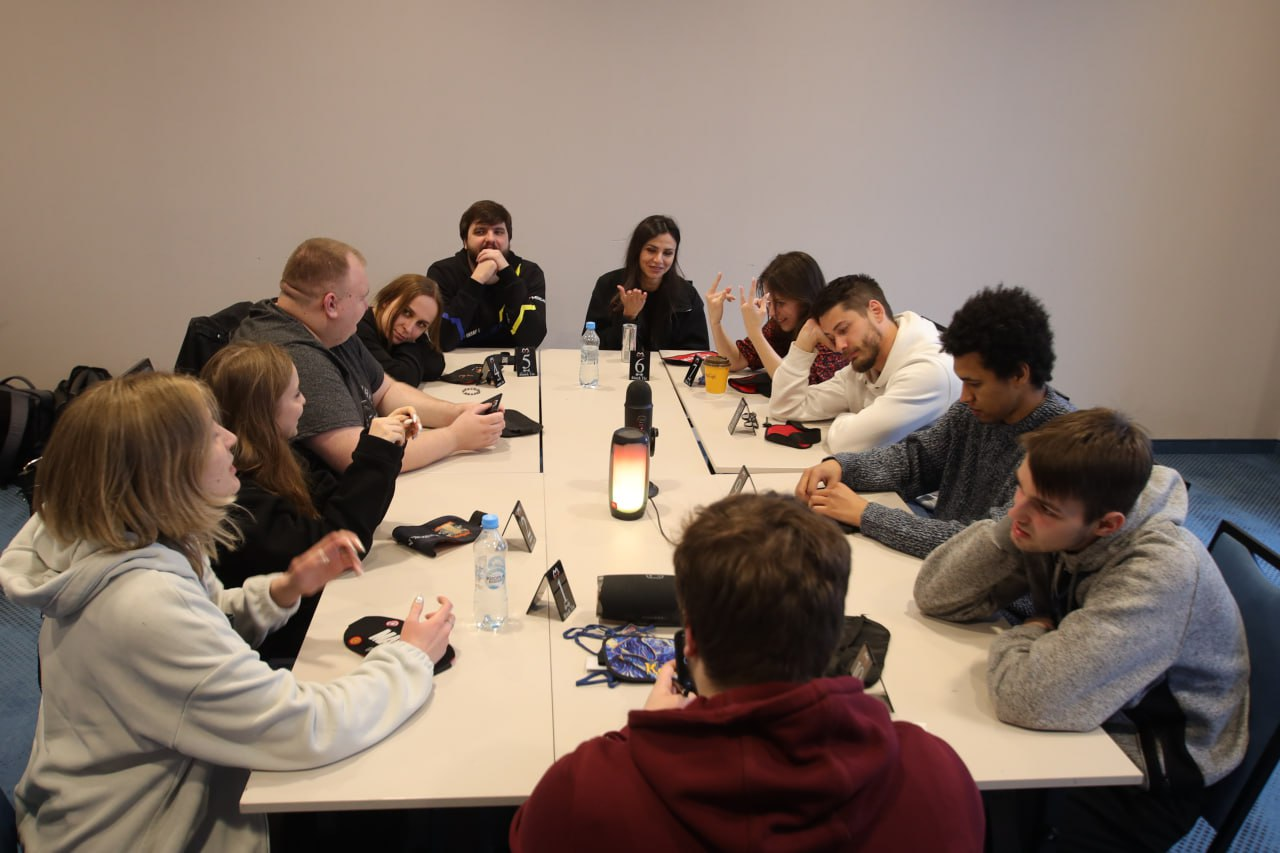

У 2013 році поодинокі спроби об'єднати гравців, турніри та чемпіонати у різних містах та країнах призвели до створення спільної системи проведення чемпіонатів — Світового туру по грі у Мафію (англ. Mafia World Tour). Її проводила Федерація Інтелектуальної Гри Мафія (ФІГМ), яку очолив Ернест Федоров. Правила спортивної мафії було жорстко уніфіковано для всіх турнірів під егідою федерації. Окрім деталей ігрового процесу, було встановлено правила нарахування очок після кожної гри, залежно від результату гри (перемога чи поразка мафії) та індивідуального виступу гравця (додаткові бали за правильне вказання «кращого ходу» після першої ночі, за перевірки «чорних» гравців шерифом, або за персональний внесок в результат гри).
Спортивні турніри з «Мафії» розподілялись по категоріях: тризіркові відкриті чемпіонати міста, чотиризіркові відкриті чемпіонати країни та п'ятизірковий чемпіонат світу. Залежно від категорії, кількості учасників та результату виступу на турнірі, гравець отримував певну кількість очок у власний залік. Десятка найкращих спортсменів за підсумком року отримували звання гросмейстера гри та брали участь у фінальному турнірі (Магістрейті або MWT Grossmeisters). Першим магістром гри стала представниця київського клубу MafClub Kyiv пані «Pamela Anderson» (Поліна Шпанська), яка перемогла в турнірі Mafia World Tour Masters 2013.
Список магістрів гри «Мафія»
- 2013 — «Pamela Anderson» (Поліна Шпанська), MafClub Kyiv, Київ;
- 2014 — «Жума» (Євгенія Ідоятова), Big Ben Mafia Club, Київ;
- 2015 — «Амахонда» (Роман Ківіренко), «Тихий ДОН», Київ;
- 2016 — «Tsss» (Дмитро Васильєв), CrimeTime, Красноярськ;
- 2017 — «BWDMoscow» (Данило Тарасов), Red Black Family, Москва;
- 2018 — «Аліот» (Володимир Харченко), «Незалежні люди», Мінськ;
- 2022 — «Шершень» (Олег Тютюник), Showtime Харків, Харків;
- 2023 — «22» (Олексій Калугін), Big Ben Mafia Club, Київ.

Станом на 2022 рік ФІГМ було представлено у 38 країнах світу. До складу федерації входило понад 15 тисяч гравців та 275 маф-клубів. Протягом року проводилось понад 200 турнірів зі спортивної мафії. Серед найвідоміших українських гравців — пан «22» (Олексій Калугін, Київ), пан «Лоску» (Євген Булах, Київ), пан «Flash» (Олександр Луговий, Харків), пан «Franklin» (Білім Джордж, Київ), пан «Амахонда» (Роман Ківіренко, Київ).
Починаючи з 2020 року на платформі Polemica (на той час — Playmafia) почали проводитись турніри з онлайн-мафії Mafprofi. Фінальні зустрічі першого сезону відбулися 8 серпня 2021 в Києві й транслювались кіберспортивною організацією Віталія Волочая Maincast. Першим переможцем Mafprofi та володарем $6 500 став пан «Belial» (Дмитро Дмитренко, Одеса).

## «Мафія» в культурі

### Телебачення та інтернет
За свідченням очевидців, одна з перших відомих телевізійних програм, створених за мотивами гри «Мафія», виходила з 1990 по 1995 роки на латвійському національному телебаченні. У щотижневому шоу «Парламент проти Мафії» брали участь 12 осіб, частина з яких були мафією, а інші — мирними мешканцями. «Хрещений батько» вирішував самостійно, кого саме вбивати вночі. Вдень жителі разом вирішували, кого саме вони хочуть лінчувати; підозрюваному надавалася остання хвилина, і якщо йому не вдавалося розжалобити парламент, його «страчували».
Повноцінне шоу, максимально наближене до правил гри, вперше з'явилось на телебаченні лише в середині 2000-х років. Телепрограма «Проти мафії» була створена студією «Позитив TV» (Санкт-Петербург), а її учасниками були місцеві журналісти та актори. Три кращих гравці в кінці кожного ефіру отримували грошові нагороди. Шоу транслювалось з 2004 по 2008 роки на місцевому 5 каналі, а потім — на українському НТН та російському ТРК «Мир». Найуспішнішою та найвідомішою стала телереалізація «Мафії», що отримала назву «Mafia на Муз-ТВ». Ведучим рейтингового шоу, що транслювалося з 2009 по 2011 роки, був відомий віджей Олександр Пряніков, а учасниками — зірки спорту та шоубізнесу. Також у 2014 році на СТС та ICTV планувалося створення реаліті-шоу «Кріт» (аналог бельгійського De Mol), в якому, як у «Мафії», треба було викрити шкідника у своїй команді.
В українському медіапросторі вирізняється Youtube-проєкт «Мафія», який йде на каналі Олександра Педана починаючи з 2019 року. За словами шоумена, він марно намагався створити подібний проєкт на телебаченні, але зміг запустити його лише в Інтернеті за участі відомих блогерів. Проєкт «Мафія» здобув премію National Bloggers Awards в номінації «Шоу 2021 року».

### Кінематограф
Мафіозна тематика є досить поширеною в кінематографі, проте безпосередньо гра «Мафія» або її варіації також стали основою для декількох фільмів. Зокрема, 2005 року вийшов американський детективний трилер «Вовк-одинак», сюжет якого побудовано навколо студентів, що грають в рольову гру, шукаючи одинокого вбивцю. Для просування фільму створили онлайн-гру crywolfgame.com, де «змагались на виживання дві групи неоднаково поінформованих гравців». На відміну від оригінального сетингу з мафією та мешканцями міста, в грі брали участь «вівці» та «вовки».
Найбільш відомим фільмом, присвяченим «Мафії», стала стрічка Сарика Андреасяна «Мафія: Гра на виживання», що вийшла у 2016 році. Дії відбувались у далекому майбутньому, де «Мафія» стала популярним телевізійним шоу, учасники якого гинуть по-справжньому. Права на офіційну екранізацію гри викупили в її автора Дмитра Давидова. Попри масштабний бюджет та дивовижну рекламну кампанію, фільм отримав різко негативні відгуки (рейтинг критиків на сайті Megacritic.ru — 4.6 з 10).

## Соціальне та наукове значення
У 2007 році журналіст сайту About.com Ерік Арнесон вніс «Мафію» до списку з п'яти найкращих ігор, пов'язаних з голосуванням. На сайті The Spruce Crafts, присвяченому DIY-культурі, «Мафію» визнали однією з «50 найбільш історично і культурно істотних ігор, що з'явилися після 1800 року». Вона вважається однією з найпопулярніших настільних карткових ігор з прихованими ролями та часто є зразком, з яким порівнюють інші розваги схожого типу. Завдяки простим і зрозумілим правилам та невигадливому приладдю вона добре підходить для дозвілля за участю великої групи людей, та є незмінним фаворитом ігрових конференцій.
Попри розважальний характер, «Мафія» неодноразово ставала предметом вивчення наукових праць, де розглядалися типологічні особливості учасників гри, особливості молодіжних субкультур або класифікація інтелектуальних ігор. «Мафія» також використовувалася як ділова гра для підготовки менеджерів, правоохоронців або навіть майбутніх членів суду присяжних. В медицині «Мафію» залучали для лікування від гральної залежності, або як спосіб перевиховання «важких підлітків».